# Panteruiltje
Het panteruiltje (Emmelia trabealis) is een vlinder uit de familie van de uilen (Noctuidae). De wetenschappelijke naam van de soort is, als Phalaena trabealis, in 1763 gepubliceerd door Giovanni Antonio Scopoli. De spanwijdte van de vlinder bedraagt tussen de 18 en 24 millimeter.
Op de voorvleugels heeft de vlinder een geelzwarte tekening waaraan het panteruiltje zijn naam heeft te danken. De achtervleugel is zoals bij veel uiltjes roodbruin van kleur.
In de noordelijke delen van zijn verspreidingsgebied komt per jaar één generatie tot ontwikkeling, die vliegt van mei tot en met augustus. In de zuidelijke delen van zijn verspreidingsgebied kunnen wel drie generaties per jaar optreden. De rups overwintert als pop nadat deze zich tot in september te goed heeft gedaan aan de waardplant van de rups, de akkerwinde (Convolvulus arvensis).
De vlinder komt in vrijwel geheel Europa voor met uitzondering van Ierland en IJsland en met inbegrip van Europees Rusland. De soort is verdwenen uit Engeland. Verder komt het panteruiltje voor in Noord-Afrika, Turkije, Jordanië, Saudi-Arabië, Siberië, Kazachstan, Afghanistan, Kirgizië , Mongolië, China, Korea en Japan.

## Synoniemen
- Acontia trabealis Scopoli, 1763
- Phalaena arabica Hufnagel, 1766
- Phalaena sulphuralis Linnaeus, 1767
- Noctua sulphurea Denis & Schiffermüller, 1775
- Tinea arlequinetta Geoffroy, 1785
- Phalaena Noctua trabeata Borkhausen, 1790
- Bombyx lugubris Fabricius, 1793
- Erastria pardalina Walker, 1865
- Agrophila deleta Staudinger, 1877
- Agrophila flavonitens Austaut, 1880